# 赤井里実
赤井 里実（あかい さとみ、9月22日 - ）は、日本の漫画家。福岡県福岡市出身。女性。
紗夢猫（シャムネコ）というペンネームでデビュー。2008年にペンネームを現在のものに変更した。

## コミック

### 紗夢猫 名義
FARCE! 明智博士冒険記
角川コミックドラゴンJr．、角川書店、全5巻
1. ISBN 4-04-712121-5、1996年8月
2. ISBN 4-04-712122-3、1997年1月
3. ISBN 4-04-712134-7、1997年11月
4. ISBN 4-04-712186-X、1999年4月
5. ISBN 4-04-712246-7、2000年10月

レモンちゃんSaga
角川コミックドラゴンJr．、角川書店、全1巻
1. ISBN 4-04-712127-4、1996年11月

魔法使いTai!
佐藤順一原案、角川コミックドラゴンJr．、角川書店、全3巻
1. ISBN 4-04-712190-8、1999年6月
2. ISBN 4-04-712200-9、1999年9月
3. ISBN 4-04-712223-8、2000年3月

みかんとさくら
角川コミックドラゴンJr．、角川書店、全2巻
1. ISBN 4-04-712302-1、2002年7月
2. ISBN 4-04-712303-X、2002年7月

神様だもの♡
ガムコミックス、ワニブックス、全3巻
1. Volume01 ISBN 4-8470-3459-7、2003年12月
2. Volume02 ISBN 4-8470-3473-2、2004年8月
3. Volume03 ISBN 4-8470-3487-2、2005年1月

### 赤井里実 名義
桃苑カルテット
エモーションコミックス、バンダイビジュアル、全1巻
1. ISBN 978-4-04-899228-2、2011年6月

なすろぐ
月刊COMICリュウ、徳間書店、連載中

## イラスト等
全て赤井里実名義。
女子大生マイの特許ファイル
稲森謙太郎著、楽工社
ISBN 978-4-903063-47-8、2010年12月
エアちゃんのエアブラシガイドブック　基礎編
VANCE PROJECT
フィギュア付初回限定版 JAN 4973028735864、2011年1月
通常版 JAN 4973028735857、2011年1月